# NGC 6789
NGC 6789 је галаксија у сазвежђу Змај која се налази на NGC листи објеката дубоког неба.
Деклинација објекта је + 63° 58' 19" а ректасцензија 19h 16m 41,7s. Привидна величина (магнитуда) објекта NGC 6789 износи 13,1 а фотографска магнитуда 13,7. NGC 6789 је још познат и под ознакама UGC 11425, MCG 11-23-1, CGCG 323-11, KDWG 260, PGC 63000.